# Első Vërlaci-kormány
Az első Vërlaci-kormány az 1912-ben függetlenné vált Albánia időrendben tizenharmadik (az ügyvezető kormányszerveket is számolva tizennyolcadik), 1924. március 2-a és május 27-e között hivatalban lévő kormánya volt. A nagybirtokosok érdekeit képviselő Shefqet Vërlaci vezette kabinet ténylegesen Amet Zogu politikai céljait szolgálta ki, de az országot sújtó gazdasági és belpolitikai nehézségekkel szemben eszköztelennek bizonyult.
A Zogu-párt haladóbb szemléletű, Fan Noli vezette ellenzéke az égető gazdasági kérdéseket napirenden tartva kihasználta a két amerikai turista 1924. április 6-ai meggyilkolását, majd az Avni Rustemi elleni április 20-ai merényletet követő országos felháborodást. A Vlorában ellenparlamentet alakító ellenzék maga mellé állította a hadsereget, májusban megszervezte a Vërlaci-kormány elűzését célul kitűző fegyveres felkelést, amely a Vërlaci-kabinet feloszlásához, június 10-én pedig az ellenzéki erők győzelméhez vezetett.
Shefqet Vërlaci másfél évtizeddel később, Albánia olasz megszállását követően alakíthatta meg második, 1939 áprilisa és 1941 decembere között hivatalban lévő kormányát, amely feltétel nélkül szolgálta ki a megszálló fasiszta hatóságok érdekeit.

## Előzményei
Vërlaci 1920 márciusában kapcsolódott be aktívan az albániai politikai életbe, amikor tagja lett a Nemzeti Tanácsnak. Az ország történetének első nemzetgyűlési választását követően, 1921 áprilisától a parlament konzervatív frakciójának vezéralakja lett, amelyet a köznyelvben Bégek Pártjának vagy Haladó Pártnak neveztek. A Vërlaci vezette politikai csoportosulást szélsőségesen konzervatív politikai gondolkodás jellemezte, fő programjuk az oszmán hódoltság idejéből megörökölt félfeudális társadalmi modell és birtokszerkezet fenntartása volt, tagjai jellemzően a földreformot ellenző földbirtokos bégek és a privilégiumaikat féltő északi törzsfők közül kerültek ki. 1922 februárjában az addig a nemzetgyűlési ellenfél soraiban politizáló Amet Zogolli (a későbbi I. Zogu király) is csatlakozott a Bégek Pártjához. Zogolli a Vërlaci holdudvarához tartozó nagybirtokos politikusokra támaszkodva megkezdte politikai hatalma kiépítését, 1922 decemberében az ország miniszterelnöke lett.
Az 1924. januári nemzetgyűlési választásokon azonban egyik frakció sem gyűjtötte be a szavazatok abszolút többségét. A Fan Noli vezette ellenzék a választás első fordulójában elért, számukra kedvező eredmények ismeretében a második forduló kapcsán választási csalást kiáltott, és az elektorok politikai befolyásolásának vádját vetette a kormány szemére. Noli a koalíciós kormányzást sürgette, de Zogu a nemzetgyűlés független képviselőinek (ingatagnak mondható) támogatását elnyerve inkább szűk többséggel maga alakított kormányt, és folytatta korábbi centralizáló politikáját. 1924. február 23-án aztán egy Beqir Valteri nevű fiatalember merényletet követett el Zogu ellen, három lövést adott le a miniszterelnökre a nemzetgyűlési épület bejáratánál. Zogu csupán a bal karján sebesült meg, a merénylőt letartóztatták. A szem- és fültanúk szerint nagy valószínűséggel vérbosszúról volt szó: a merénylő Zogu földije volt, és a lövések előtt az „Emlékezz a nagybátyámra!” szavakat intézte a miniszterelnökhöz. A kormány később mégis politikai merényletként kommunikálta az incidenst, és az ellenzék – Avni Rustemi vezette – ifjúsági politikai szervezetét tette érte felelőssé. Miután hivatalos vizsgálatra és perre nem került sor, Valterit gyorsított eljárás keretében száműzték, így mindkét változat puszta találgatás maradt.
Az ellenzék a merénylet után is a koalíciós kormányzás gondolatát forszírozta, és kompromisszumos megoldásként a konzervatívokkal és a haladókkal egyaránt jó kapcsolatokat ápoló Sami Vrionit javasolta kormányfőnek. Zogu két nappal később, február 25-én beadta miniszterelnöki lemondását, és Pandeli Evangjelire bízta az ügyvivő kormányfői tisztséget. Hivatalosan lábadozására hivatkozott, valójában jó reálpolitikai érzékkel felismerte, hogy hátrébb kell lépnie a politika színpadán, de a koalíciós kormányzás helyett úgy, hogy továbbra is kezében tarthassa az ország ügyeit. Erre a legalkalmasabb jelöltnek legközelebbi politikai harcostársa, egyben reménybeli apósa, Shefqet Vërlaci ígérkezett.

## Megalakulása és összetétele
1924. március 3-án Zogu javaslatára a régenstanács Vërlacit kérte fel kormányalakításra, amit ő vonakodva bár, de végül elfogadott. Két nappal később, 1924. március 5-én Vërlaci bemutatta minisztereinek névsorát, és miután a nemzetgyűlés 53 támogató és 26 ellenszavazattal bizalmat szavazott neki, a Vërlaci-kormány megkezdte működését. Vërlaci koalíciós kormányt alakított, amelybe Iliaz Vrioni Függetlenségi Pártjának képviselőit is meghívta, arra azonban ügyelt, hogy a kulcspozíciók a saját pártjához tartozó bégekhez kerüljenek. A miniszterelnöki pozíció mellett ő vezette a belügyi tárcát is, külügyminisztere Iliaz Vrioni, hadügyminisztere Mustafa Aranitasi, igazságügy- és pénzügyminisztere Myfit Libohova, közmunkaügyi és mezőgazdasági minisztere Koço Kota lett.
Az ellenzéknek tett politikai gesztusként Vërlaci április 15-én meghívta kormányába Fahri Rashitit, akinek az oktatásügyi tárcát ajánlotta fel, április 16-án pedig Luigj Gurakuqit, aki a pénzügyi tárca vezetését vette át Libohovától. A Rustemi-gyilkosságot követő politikai krízishelyzetben azonban Gurakuqi és két másik miniszter május 13-án kilépett a kabinetből.

## Tevékenysége
Az alapvetően a nagybirtokos feudális családok, a bégek által támogatott új kormány, egyáltalán Vërlaci személye a Nyugat-barát, modern albán államért küzdő ellenzék számára semmivel nem volt elfogadhatóbb, mint Zogué. Annál is inkább, miután nyilvánvaló volt, hogy a háttérből továbbra is Zogu mozgatja a szálakat. Maga Vërlaci az elmúlt években a földbirtokosok között is a legkonzervatívabb szárnyat képviselte, akit a modern politikai és eszmeáramlatok nem érintettek meg. Személye szimbolikusan és ténylegesen is a társadalmi berendezkedés megszilárdításának ígéretét jelentette. Bár kezdetben az új kormány tett néhány, a társadalmi megbékélés felé mutató lépést, így például általános amnesztiát hirdettek a politikai foglyok körében, feloldották a Vatra folyóiratainak betiltását stb. Lényegileg azonban semmi nem változott, a kormányváltással a társadalmi békét nem sikerült elérni. Emellett a Vërlaci-kabinetnek több gazdasági, kül- és belpolitikai nehézséggel is meg kellett volna birkóznia, de valamennyi kihívással szemben tehetetlennek bizonyult.

### Gazdaságpolitika
Az első világháború folyamatos szerb és montenegrói betörései és dúlásai még az előző évtizedben jelentősen visszavetették Észak-Albánia gazdaságát. A megelőző két évben ráadásul a vártnál jóval gyengébb volt a terményhozam, a jugoszláv kormány pedig kereskedelmi zárat rendelt el az albán–jugoszláv határon, így az északkelet-albániai vidéki népesség immár hagyományos koszovói és macedóniai piachelyein sem szerezhette be élelmiszer-szükségletét. Észak-Albánia hegyvidékének 200 ezer lakója az éhezés szélére sodródott. Az ellenzék folyamatosan napirenden tartotta a földreform kérdését – ami ugyan inkább a dél-albániai, latifundiumokon élő parasztság helyzetén javított volna jelentősen –, amit a konzervatív kormány továbbra is elutasított, de ezzel csak népszerűsége csökkent a vidéki lakosság szemében.
Március 13-án a Vërlaci-kormány képviselője, Benedikt Blinishti a Nemzetek Szövetségének segítségéért folyamodott. A világszervezet tanácsa azonnal 50 ezer svájci frank értékű anyagi támogatást szabadított fel, egyúttal kinevezték Eugène Pittard-t, hogy koordinálja a segély célba juttatását és mérje fel a helyzetet. Az elkövetkező időszakban a brit kormány 5000 fontos segélye mellett anyagi vagy természetbeni támogatást nyújtott Olaszország, Csehszlovákia, Spanyolország, Svédország és Románia, valamint az Amerikai Egyesült Államokban is gyűjtés indult az éhező albánok megsegítésére. A helyzet azonban lényegében nem változott. 1924 áprilisában Pittard arról számolt be, hogy bár Dibrában némiképp javult a lakosság ellátottsága, a shkodrai és hasi régiókban a vidék népe már saját jövőjét kockáztatva a vetőmagvakat fogyasztotta, és eladható lábasjószágaik sem maradtak.
Az ország pénzügyi helyzete sem volt rózsásabb, Albánia gyakorlatilag a csőd szélén állt. A fegyveres erők tagjainak zsoldja már hónapok óta elmaradt, az ország külképviseletei is a működésképtelenség határára kerültek. A Nemzetek Szövetségének Albánia mellé rendelt pénzügyi tanácsadója megszorításokat javasolt, elsősorban az állami adminisztráció, a katonaság és a csendőrség leépítésével, a Vërlaci-kormány azonban ezek egyikére sem volt hajlandó.

### Külpolitika
A jugoszláv kormány immár évek óta határrevíziót követelt a nemzetközi szervezetektől, nevezetesen az Albániához tartozó északi Vermosh és az Ohridi-tó partján fekvő Szent Naum-kolostor Jugoszláviához kerülését követelte. A belgrádi kormány azzal érvelt, hogy e két terület feletti albán fennhatóság az 1913-ban megállapított határok megsértését jelenti. A Vërlaci-kormány hivatalosan tiltakozott a párizsi Nagykövetek Konferenciájánál, emellett a nagyobb albán városokban is tüntetésekre került sor. A brit kormány április 14-én támogatásáról biztosította Albániát, a Párizsban tanácskozókhoz intézett emlékiratában pedig jogtalannak titulálta a jugoszláv követeléseket, miután a status quót valamennyi fél már évekkel korábban elfogadta. Mindeközben a déli határhelyzet sem volt rendezettnek mondható, Korça vidékén a Görög Királyság hadserege továbbra is megszállás alatt tartott tizennégy Albániának ítélt falut.
A Nagykövetek Konferenciája megerősítette a korábbi döntést, és a tizennégy település albán fennhatóság alá helyezéséről rendelkezett. 1924 áprilisában érkezett meg a régióba a Pietro Gazzera olasz tábornok vezette nemzetközi határbizottság – másik két tagja a francia Odioni ezredes és a brit Clough alezredes volt –, és megkezdték a nagyhatalmi döntés gyakorlati érvényesítésének munkáját. A görög kormány tiltakozott a Nemzetek Szövetségénél, hadseregük pedig parancsot kapott a határbizottság munkájának akadályozására, a határkijelölés szabotálására.

### Belpolitika

#### A mamurrasi incidens
A Vërlaci-kormány előtt álló próbatételek azonban elsősorban belpolitikai téren jelentkeztek. A Vërlaci-kormány és egyáltalán Albánia presztízsét komolyan próbára tette két amerikai turista – egyébként pénzügyi szakértők – Mamurras melletti meggyilkolása 1924. április 6-án. A 49 éves George B. De Long és társa, a 65 éves Robert L. Coleman autójukkal a tirana–shkodrai országúton haladtak északi irányban, amikor délelőtt tíz órakor fegyveresek állították meg őket, és a két amerikait agyonlőtték. A hatóságok nagy erőkkel megkezdték a nyomozást. Az amerikaiak sofőrje halottnak tettette magát, így menekülhetett meg a lövöldözéstől, és később pontos személyleírást tudott adni az őket megtámadó haramiákról. Kihallgatott párbeszédük szerint a gyilkosokat meglepte, hogy áldozataik szemmel láthatóan külföldiek, ebből a hatóságok arra következtettek, hogy az amerikaiak vérbosszú vétlen áldozatai lettek. A hírek megrázták az albán közvéleményt, különös tekintettel arra a körülményre, hogy évszázados hagyományaiknak megfelelően annál nagyobb sérelem nem érheti egy albán ember vagy közösség becsületét, mint ha vendégeiknek (ez esetben az Albániába látogató turistáknak) bajuk esik.
A Vërlaci-kormány az első perctől kezdve politikai célú merényletként kezelte az ügyet, amivel a gyilkosok az albán kormányt kívánták diszkreditálni a nemzetközi közvélemény előtt. A kormány április 9-én szükségállapotot vezetett be, nem annyira a nyomozás szolgálatában, mint az ellenzéki megmozdulások ellehetetlenítése céljából. Csakhamar hivatalos források megerősítették, hogy a krujai csendőrség egy tűzharcban lelőtt a gyilkosok közül kettőt, harmadik társukat pedig őrizetbe vették. A kormány azt kommunikálta, hogy az életben maradt haramia vallomása megerősítette a korábbi sejtéseket: a merénylők két kormányhivatalnok, egyes értesülések szerint két miniszter érkezését várták, és tévedésből vetettek véget az amerikai turisták életének. 
A fáma szerint a miniszterek kocsija a vártnál jobban lemaradt, miután utasaik Mamurrasban megálltak egy kávéra. A Vërlaci-kormány ezzel egyszersmind parlamenti ellenzékét vádolta a bűntény megszervezésével. A Fan Noli vezette erők válaszul a kormányt a háttérből irányító Zogut vádolták azzal, hogy a merénylettel kívánta ország-világ előtt bizonyítani, hogy erős kezű kormányzásra van szükség a rend fenntartása érdekében. Úgy vélték, a merénylők kormányügynökök, és az elfogott gyilkos vallomása a miniszterek ellen tervezett akcióról csupán a valós célokat elfedő hamis tanúság, sőt azt a hipotézist sem vetették el, hogy valójában az ellenzéki Fan Noli közeli munkatársai ellen terveztek merényletet végrehajtani. A nyomozás soha nem zárult le megnyugtató eredménnyel. Az amerikai–albán viszony, tiranai nagykövetségük és a Vërlaci-kormány közötti kapcsolat jelentősen megsínylette az eseményeket, és az amerikaiak az ellenzékieket kezdték támogatni.

#### A Rustemi-merénylet
Végül Vërlaci elérkezettnek látta az időt, hogy a stabilitás érdekében gesztust tegyen az ellenzék felé. Április 17-én kormányába hívta a Noli-párt prominens alakját, Luigj Gurakuqit, hogy a pénzügyi tárcát vezesse. Pár nappal később azonban újabb véres esemény rázta meg az albán belpolitikát. 1924. április 20-án Tiranában, a nemzetgyűlés épülete előtt merényletet követtek el Avni Rustemi képviselő, a Fan Noli vezette ellenzéki frakció prominens tagja ellen. Rustemi négy évvel korábban Párizsban meggyilkolta Esat Toptanit, az 1910-es évek politikájának meghatározó alakját, és az első sejtések szerint vérbosszúról lehetett szó, azaz a Toptani család egy tagja vagy egy általuk felbérelt bérgyilkos lőtt rá Rustemire. Rustemit azonnal az állami kórházba szállították, két nappal később azonban belehalt sérüléseibe. A kormányellenes érzelmek a magasba csaptak, miután elterjedt az a vélekedés, hogy nem a Toptanik vérbosszújáról lehet szó, hanem maga Zogu áll a merénylet hátterében. Noli és pártja, valamint az ellenzéki sajtótermékek ezeket a vélekedéseket erősítették, a kormány ellen tüzelve a tömegeket. A mind a mai napig igazolatlan ellenzéki vád, hogy Zogu politikai ellenfelei meggyilkoltatásától sem riad vissza, a nemzetgyűlés két fő ereje közötti politikai kiegyezés esélyét végleg ellehetetlenítette.
Az ellenzéki képviselők nemzetgyűlési bojkottot hirdettek, a törvényalkotási munkát megbénítva Vlorába mentek, ahol ellenparlamentet hoztak létre. Az ellenzék politikai tőkét kovácsolandó nemzeti hőssé és mártírrá magasztosította, majd a fél országon végigutaztatta Rustemi holttestét. A temetésre Vlorában került sor április 30-án, Rustemit hatalmas, 10 ezres tömeg kísérte el utolsó útjára. Noli és társai, Ali Këlcyra gyújtó hangú, forradalmi beszédeket tartottak a sírnál, amelyek elsősorban Zogu bűnösségére és politikai rendszere fenntarthatatlanságára, nemzetellenes mivoltára helyezték a hangsúlyt. Rustemi erőszakos halála és temetése katalizátorként hatott az elkövetkező eseményekre.

#### A júniusi forradalom
A vlorai ellenparlament felszólította a régenstanácsot, hogy vonja meg bizalmát a belpolitikai és gazdasági válságon felülkerekedni, a közrendet fenntartani képtelen Vërlaci-kormánytól, egyúttal Zogut és politikai harcostársait, köztük Ceno Kryeziut vonják büntetőjogi felelősségre. A tiranai nemzetgyűlés ezzel párhuzamosan a „minden követ megmozgató” nyomozás részeredményeiről tájékoztatta a közvéleményt, az ellenzéket pedig felelőtlen magatartással vádolta, mint amely végső soron káoszba döntheti és a szomszédos államok geopolitikai törekvéseinek martalékává teheti Albániát. Május 13-án a kormány ellenzéki tagja, Gurakuqi lemondott miniszteri pozíciójáról, mellette további két miniszter is elhagyta a kabinetet. Vërlaci külügyminiszterét, Iliaz Vrionit küldte Vlorába, hogy tárgyaljon az ellenzék vezetőjével, Fan Nolival. 
Még mielőtt azonban Vrioni megkezdhette volna az egyeztetést, május 17-én országos fegyveres lázadás tört ki. Az ellenzéki északalbánok politikai vezetője, Luigj Gurakuqi kiáltványt tett közzé, amelyben fegyveres ellenállásra szólította fel az albán népet. Az ország északi és déli részén parancsnokló hadseregtábornokok, a shkodrai Rexhep Shala, illetve a gjirokastrai Qazim Qafëzezi katonáikkal a felkelők mellé álltak. A katonaság döntése nem volt meglepetés, a fegyveres erők tűrőképessége már a Vërlaci-kabinet hivatalba lépésekor elérte határát, miután zsoldjuk hónapok óta elmaradt. Május második felére az ellenzéki erők fegyveres ellenállásának három gócpontja alakult ki: Vlora, Shkodra és Kruma. Május 21-én a tiranai brit követ, Harry Eyres és Myfit Libohova még kísérletet tett a shkodrai lázongók és személyesen Gurakuqi megbékítésére, a történelembe később júniusi forradalom néven bevonult, gyorsan eszkalálódó események azonban elsodortak minden hasonló kezdeményezést.
Május 23-a után a katonaság északi és déli irányból fogta ollóba a közép-albániai területeket. A dél-albániai ellenzékiek – 12 ezer felfegyverzett civil és mintegy 400 Bashkimi-aktivista – megindult Közép-Albánia és a főváros felé. Május 25-én a felkeléshez csatlakozó Bajram Curri Kruma vidékéről kiverte a kormányerőket, majd Elez Isufi fegyvereseivel egyesülve Zogu hátországában, Mat és Dibra vidékén vették fel a harcot. Délen a csendőrség országos parancsnoka, Shefqet Korça őrnagy sietett Qafëzezi tábornok megsegítésére, és június 2-áig Berat, Përmet és Fier vidékéről is kiverték a kormányerőket.

## Feloszlása
A felkelők nyomására Shefqet Vërlaci kormánya nem volt képes eredményesen reagálni. A kabinet már május közepétől fegyvert osztott mindazon polgári személyeknek, akik hajlandóak voltak a kormány védelmében fegyvert ragadni, de igazából csak Zogu mati fegyvereseire lehetett számítani. A hadügy- és belügyminisztérium májusban sorozatosan figyelmen kívül hagyta mindazon figyelmeztetéseket, amelyek az egyes prefektúrákból érkeztek arra vonatkozóan, hogy a kormányerők rendelkezésére álló fegyverzet nagy része elavult, sőt, működésképtelen. A hadsereg átállásával egyes adatok szerint Tiranában mindössze 4 ezer jól képzett fegyveres volt hadra fogható a főváros és a kormány védelmében.
1924. május 27-én Shefqet Vërlaci lemondott, kormánya feloszlott. Vërlaci a fővárosban maradt és a kormányerők főparancsnokaként készült Tirana védelmére, a kormánybotot pedig külügyminisztere, Iliaz Vrioni vette át. A kormányváltás ezen a ponton azonban már nem állíthatta meg a felkelést. A fegyveres harc tovább folytatódott, és miután a lázadók megközelítették Tiranát, Vërlaci – Iliaz Vrioni és mások társaságában – június 9-én elhagyta az országot. Június 10-én a felkelők elfoglalták az albán fővárost, a júniusi forradalom győzelmével Fan Noli alakíthatott kormányt.